# مادر (فیلم ۱۹۹۵)
«مادر» (انگلیسی: Mommy (1995 film)) فیلمی در ژانر ترسناک به کارگردانی مکس آلن کالینز است که در سال ۱۹۹۵ منتشر شد.